# Čovjek sa zlatnim pištoljem (1974.)
Čovjek sa zlatnim pištoljem (eng. The Man with the Golden Gun) je  britanski akcijski triler iz 1974. Bio je to deveti film iz serijala o  Jamesu Bondu i drugi s  Rogerom Mooreom u glavnoj ulozi. U filmu, Bond je poslan po Solex Agitator - uređaj koji može zauzdati sunčevu svjetlost. Udružuje se s agenticom Mary Goodnight protiv Francisca Scaramange - Čovjeka sa zlatnim pištoljem. Priča kulminira konačnim dvobojem dvojice muškaraca.
Čovjek sa zlatnim pištoljem bio je četvrti i posljednji film iz serijala kojeg je režirao Guy Hamilton. Scenarij su napisali Richard Maibaum i Tom Mankiewicz. Film je radnjom smješten pred naftnu krizu 1973., dominantnu temu scenarija - Britanija još nije prevladala krizu kad je film objavljen, 14. prosinca 1974.

## Produkcija
Film su producirali Albert R. Broccoli i Harry Saltzman, a bio je to posljednji film koji su producirali zajedno jer je Saltzman nakon toga prekinuo partnerstvo. Saltzmanovih 50 posto udjela kupio je studio United Artists. Nesporazumi oko vlasništva na filmove odgodili su produkciju sljedećeg filma, Špijun koji me volio. Bio je to najduži interval između dva Bond filma sve do šestogodišnje stanke između filmova Dozvola za ubojstvo (1989.) i Zlatno oko (1995.).
Broccoli i Saltzman htjeli su da se Čovjek sa zlatnim pištoljem snima nakon filma iz 1969., Samo dvaput se živi, ali produkcija je otkazana jer bi se moralo snimati u  Kambodži, gdje je u to vrijeme bjesnio rat u regiji. U verziji iz 1969. u glavnoj ulozi se trebao pojaviti Roger Moore.

### Casting
Christopher Lee koji je glumio Scaramangu je rođak  Iana Fleminga, a prema nekim izvorima, bio je jedan od Flemingovih kandidata za ulogu  Dr. Juliusa Noa u filmu Dr. No (1962.). Zbog snimanja u Bangkoku, Lee nije mogao nastupiti u filmu Kena Russella Tommy (1975.), pa je uloga na kraju pripala  Jacku Nicholsonu.
Iako je njezina uloga dosta neugledna, Mary Goodnight koju je glumila seks-simbol sedamdesetih Britt Ekland, pojavljuje se u nekoliko Flemingovih romana o Bondu, čak se pojavljuje umjesto gđice. Moneypenny; u romanima, Goodnight je Bondova tajnica.
Mark Lawrence, koji glumi gangstera kojeg ubija Scaramanga na početku filma, igrao je sličnu ulogu u filmu Dijamanti su vječni, iako film ne indicira je li Lawrence zapravo ponovio istu ulogu.

### Snimanje
Film je sniman na lokacijama u Hong Kongu, Macauu, Bangkoku i Phuketu. Scene Scaramangina solarnog pogona i interijerne scene na otoku snimane su u studijima Pinewood.
Scene s otokom na kojem se skriva Scaramanga snimljene su u tajlandskoj provinciji Phang Nga, sjeveroistočno od Phuketa, na otoku zvanom Ko Tapu, kojeg sada i lokalni stanovnici i turisti najčešće zovu Otok Jamesa Bonda. Scaramangino skrovište je zapravo otok Ko Khao Phing Kan. Oba otoka sada su turističke atrakcije. To područje teško je pogodio tsunami nakon potresa u  Indijskom oceanu, 2004.
Jedna od najzanimljivijih lokacija bila je olupina bivšeg prekooceanskog broda, Queen Elizabeth, kao strogo povjerljiva baza MI6-a u luci Hong Konga. Čovjek na trajektu na putu od Hong Konga prema Macauu spominje kako je brod potonuo 1971. Zapravo je potonuo u siječnju 1972.

### Filmske lokacije
- London, Engleska
- Bejrut, Libanon
- Macau
- Hong Kong
- Bangkok, Tajland
- Phuket, Tajland

### Lokacije snimanja
- Pinewood Studios, London, Engleska
- Hong Kong
- Macau
- Tajland

## Radnja
U uvodnoj sekvenci, film počinje na Scaramanginu tajnom otoku gdje njegov patuljasti sluga Nick Nack planira kako će s pridošlim gangsterom ubiti Scaramangu. Scaramanga ga se rješava u hodniku punom zrcala i dobroćudno napomene kako će se Nick-Nack morati više potruditi drugi put. Scaramanga pištoljem skida prste s replike  Jamesa Bonda u prirodnoj veličini, nakon čega počinje uvodna špica.
Glavna sekvenca počinje s krupnim planom zlatnog metka na kojem je ugravirano "007" - Bondovo kodno ime - kojeg je primila Britanska obavještvajna služba (MI6). Čelnici MI6-a vjeruju kako je netko unajmio Scaramangu da ubije Jamesa Bonda, a da je metak poslan kako bi se zastrašila njegova nova meta.
Bond je u to vrijeme na misiji praćenja znanstvenika zvanog Gibson, za kojeg se vjeruje kako posjeduje informaciju ključnu za rješavanje energetske krize stvaranjem neograničene količine energije korištenjem nove tehnike za korištenje Sunčeve energije. Međutim, zbog pridošle prijetnje, M tobože povlači Bonda s misije i natjera ga da se makne od toga dok se stvar ne riješi.
Iako je službeno "povučen" sa svojih dužnosti, Bond se daje u potragu za Scaramangom prije nego Scaramanga nađe njega. Pronašavši zlatni metak kojim je ubijen drugi 00 agent u Bejrutu, Bond odlazi do čovjeka koji opskrbljuje Scaramangu njegovom neobičnom zlatnom municijom u Macauu, Lazarea.
Pritisnuvši Lazarea, ovaj ga odvodi do kasina gdje Andrea Anders, Scaramangina ljubavnica, skuplja njegovu municiju u kutiju cigareta i prati je sve do luke u Hong Kongu, do hotela Peninsula. Ondje prisiljava gđicu. Anders da mu kaže gdje je Scaramanga, kako izgleda i koje su mu namjere. Odveden je u otrcani striptiz klub u centru Hong Konga, "The Bottoms Up Club". Iako to Bond ne zna, to je mjesto gdje će Scaramanga izvršiti svoje sljedeće ubojstvo, a meta je znanstvenik Gibson, kojeg je Bond pratio na prethodnoj misiji, a koji je ubijen nakon što je izlazio iz kluba. Nakon ubojstva patuljasti Nick Nack ukrade "Solex Agitator" iz njegova džepa prije nego što su stigli Bond i policija.
Međutim, prije nego što je Bond uspio reći kako je nevin, poručnik Hip sklanja sumnjivog Bonda s mjesta zločina dok stiže policija, i vodi ga preko Hong Konga sve do luke u brod gdje se otkriva kako Hip radi za britansku vladu. U luci se Bond susreće s M i Q-om koji mu nalažu da pokupi solarni uređaj koji je ukrao Scaramanga.
Bondova misija postaje vratiti Solex Agitator prije nego što prouzroči energetsku krizu i obračuna se sa Scaramangom. Misija ga vodi do milijardera Hai Fata u Bangkok, na Tajland, koji je osumnjičen da je unajmio Scaramangu da ubije Gibsona, iako se s njim nikad nije sastao. Bond se predstavlja kao Scaramanga kako bi se sastao s njim na Thaiovom imanju. Iako to Bondu nije poznato, Hai Fat se već sastao sa Scaramangom te zarobljava Bonda u svojoj školi karatea nadajući se kako će ga ubiti njegovi borci. Bond uspijeva pobjeći nakon što u kamp stižu poručnik Hip i njegove istrenirane nećakinje, a bježi niz bangkoški kanal. Nakon što je kasnije večerao s britanskom operativkom Mary Goodnight, gđica. Anders upada u Bondovu sobu i kaže mu kako se želi riješiti Scaramange. Anders mu obećaje uređaj koji traži te da će mu ugovoriti sastanak u dvorani za tajlandski boks.
Stigavši na boksački meč, Bond otkriva kako je Anders ubijena te se sastaje s impozantnim Scaramangom. Scaramanga mu opisuje kako je ubojstvo Andersove bilo "teško, ali ugodno". U međuvremenu, poručnik Hip pronalazi Solex i predaje ga Mary Goodnight koja čeka vani. Međutim, prije no što je uspjela išta poduzeti, zaključana je u prtljažnik Scaramangina auta koji kreće u nezaboravnu utrku preko Bangkoka. Bond slijedi Scaramangu do njegova boravišta izvan Bangkoka, ali se Scaramangin auto pretvara u avion koji odlazi na njegov tajni otok u  Južnom kineskom moru.
Stigavši na otok, Scaramanga ga toplo dočekuje. Nakon večere koju je pripremio Nick Nack, Scaramanga mu pokazuje osobni solarni pogon. Pokazuje mu i super-solarni pištolj koji pokreće Solex skriven u stijeni u obliku gljive koji uništava Bondov hidroavion smješten na plaži. Tijekom obroka, Scaramnga predlaže da se on i Bond upuste u tradicionalni dvoboj pištoljima na plaži. Međutim, Scaramanga odvodi Bonda u svoj hodnik sa zrcalima gdje se konačno suočava sa svojim vječnim neprijateljem, ali u to vrijeme Mary Goodnight, bacivši Scaramangina čovjeka u bazen s tekućim helijem, poremećuje ravnotežu solarnog pogona. Cijeli otok se zapaljuje dok Bond i Goodnight bježe neozlijeđeni u Scaramanginoj kineskoj džunki. U njemu ih pokušava ubiti Nick Nack, ali Bond ga vezuje za jarbol dok brod otplovljava  Južnim kineskim morem.

## Vozila i naprave
- AMC Homet "X" 'karavan' - Bond krade ovo auto u zastupništvu AMC-a u Bangkoku, Tajland, ne znajući da je u njemu šerif J.W. Pepper, koji ga je planirao testirati.
- Auto-avion - Tijekom automobilske utrke, Scaramangin AMC Matador nestaje na neko vrijeme u hangaru. Izlazi s krilima na kojima može letjeti.
- Lažna bradavica - Bond koristi lažnu, sintetičku bradavicu koju mu je dao Q kako bi izgledalo da ima tri bradavice, kako bi se mogao predstaviti kao Scaramanga (koji je poznat po toj osobitosti).

## Glumci
- Roger Moore - James Bond
- Christopher Lee - Francisco Scaramanga
- Britt Ekland - Mary Goodnight
- Maud Adams - Andrea Anders
- Herve Villechaize - Nick Nack
- Bernard Lee - M
- Lois Maxwell - Gđica. Moneypenny
- Desmond Llewelyn - Q
- CLifton James - Šerif J.W. Pepper
- Richard Loo - Hai Fat
- Soon-Tek Oh - Poručnik Hip

## Vanjske poveznice
- Čovjek sa zlatnim pištoljem u internetskoj bazi filmova IMDb-a
- Čovjek sa zlatnim pištoljem na Rotten Tomatoes
- Čovjek sa zlatnim pištoljem na Box Office Mojo
- MGM Official website
- Trailer at Youtube